# Шерхорн, Генрих
Шерхорн, Хайнрих Герхард (нем. Heinrich Gerhard Scherhorn, 5 ноября 1897 —  8 июля 1972) — немецкий офицер, оберст (1945).

## Биография
Родился в 1897 году в городе Апелерн района Шаумбург, Нижняя Саксония, в семье служащего. В 1913 году окончил реальное училище в городе Шарнхорст по специальности администратор коммунального имущества. Участвовал в Первой мировой войне. Получил звание лейтенанта, был награждён Железным крестом 2-го класса. В 1918 году был взят в плен французами, после окончания войны вернулся в Германию. В 1933 году стал членом НСДАП, через четыре года вновь поступил на военную службу.
С 1939 года зачислен в кадровый состав Вермахта и в звании гауптмана назначен начальником отдела кадров призывного пункта округа Ганновер. С 1943 года служил в штабе 286-й дивизии тыловой охраны. В том же году получил звание оберст-лейтенанта. С 20 июня 1944 года назначен командиром 36-го полка 286-й дивизии тыловой охраны. Был награждён Крестом Военных заслуг 2-й степени с мечами и Железным крестом 1-го класса.
9 июля 1944 года, после окружения и разгрома группы армий «Центр» в ходе Белорусской наступательной операции Красной Армии, был взят в плен в районе Минска.
Попал в центральный лагерь военнопленных 27/1, находившийся под Москвой, в городе Красногорске. В лагерь для вербовки военнопленных были откомандированы два сотрудника госбезопасности Игорь Щорс и Михаил Леонов. Старшим был Щорс. Заранее оговорили, что вести беседу надо только с теми пленными, которые, по данным лагерной администрации, не принимали непосредственного участия в расстрелах советских людей на оккупированной немцами территории. Дела тех, кто был замечен в убийстве, направляли в суд для дальнейшего разбирательства и вынесения приговора. Обычно давали десять или пятнадцать лет тюремного заключения. В особо тяжелых случаях применялась высшая мера наказания — расстрел. Как раз в это время в печати появились статьи о жестокости фашистов по отношению к партизанам, о массовых казнях советских людей, об изощренных пытках в гестапо, в связи с чем последовало распоряжение И. В. Сталина не оставлять подобных преступников в живых.
Через Леонова и Щорса прошло немало военнопленных, но все они по тем или иным причинам не подходили на роль завербованного «командира». Помог случай. И. А. Щорс, окончивший разведывательную школу, знал два языка: немецкий и французский, причем французский язык он знал лучше немецкого. И немец, на которого он обратил внимание, прекрасно говорил по-французски. В разговоре пленный не выказывал приверженности фюреру и был настроен крайне пессимистично.
Он с готовностью согласился сотрудничать, надеясь, что это смягчит приговор. У администрации лагеря Щорс узнал, что по документам пленный — оберст-лейтенант Генрих Шерхорн (подполковник по советской шкале званий). Шерхорна заключили в отдельную камеру внутренней тюрьмы на Лубянке, закрепив его за Щорсом. С августа 1944 по май 1945 года сотрудничал с советской контрразведкой и имел агентурный псевдоним Шубин. В соответствии с разработанной легендой, выступал в качестве командира сводной части численностью до двух тысяч человек, якобы сформированной из оказавшихся в окружении военнослужащих Вермахта с целью прорыва линии фронта и соединения с действующей армией (см. операция «Березино»). Попытки немецкого командования оказать помощь «части Шерхорна» путём снабжения по воздуху и организации под руководством Отто Скорцени операции «Волшебный стрелок» для вывода её из окружения привели к существенным материальным и кадровым потерям: всё вооружение и иное имущество, с большим риском переправленное транспортными самолётами через линию фронта, получили советские военные, а заброшенные агенты абвера и диверсанты — уничтожены или взяты в плен.
Справка из архива ФСБ:

Военнопленный подполковник Шерхорн Генрих, 1897 года рождения, уроженец города Аппелерен. Проживал в Шаумбурге по Вессералле. Здесь же проживает его семья. Кадровый офицер, по профессии администратор коммунального хозяйства, командир 36-го полка 286-й дивизии тыловой охраны. Взят в плен 9.07.1944 года в районе Минска, член НСДАП с 1933 года.
Настроен пессимистично. В победу Германии не верит. Органами государственной безопасности подполковник Генрих Шерхорн был завербован, и ему присвоен псевдоним «Шубин».
— Подписал ст. о/у 3-го отдела НКВД майор г/б И. Щорс
За мнимое ведение боёв в тылу врага фактически находящийся в советском плену Шерхорн 23 марта 1945 года был произведён в оберсты, удостоен Рыцарского креста Железного креста и до конца войны считался в Германии национальным героем и образцом солдата, в любой обстановке сохраняющего высокий боевой дух и верность фюреру. После окончания войны находился в СССР и в начале 1950-х был репатриирован в Германию. После освобождения жил в Нижней Саксонии. Скончался в 1972 г. в Кёльне.